# Jean-Baptiste Willermoz
Jean-Baptiste Willermoz (Lyon, 10. srpnja 1730. – Lyon, 29. svibnja 1824.) bio je francuski slobodni zidar i martinist, istaknuta osoba u osnivanju različitih sustava visokih stupnjeva u Francuskoj i Njemačkoj.

## Životopis
Willermoz rođen je 1730. godine u Lyonu kao najstarije od 12 djece. Većinu života proveo je upravo u Lyonu. Bio je brat Pierre-Jacquesa Willermoza, liječnika i kemičara koji je također sudjelovao u radu na slavnoj Encyclopédie koju su uređivali Denis Diderot i Jean le Rond d'Alembert. Bio je uspješan trgovac svilom i srebrom, a istaknuo se i kao upravitelj humanitarnih organizacija. 

### Slobodno zidarstvo
Willermoz je već u dobi od 20 godina iniciran u slobodno zidarstvo, a s 23 godine postao je starješina svoje lože.
Kao mistik, posebno zainteresiran za tajne inicijacije, 1761. godine značajno je pridonio osnivanju Velike lože regularnih majstora Lyona te postao njezin veliki majstor. Ta je velika loža prakticirala sedam tadašnjih visokih stupnjeva, kojima je dodan i osmi stupanj nazvan "škotski veliki majstor, vitez mača i ružina križa". Zajedno s bratom Pierre-Jacquesom 1763. godine utemeljio je Suvereni kapitel vitezova ružina križa crnog orla, posvećenu alkemijskim istraživanjima.
Godine 1767. primljen je u prvi stupanj Reda Elus Cohens u Versaillesu osobno od Martineza de Pasquallyja, na preporuku Jeana-Jacquesa Bacona de la Chevaleriea i markiza de Lusignana. U svibnju 1768. godine primljen je u stupanj Réaux-Croix. Nakon Pasquallyjeve smrti 1774., zajedno s prijateljem Louis-Claudeom de Saint-Martinom, sastavio je sveobuhvatnu reviziju doktrine reda Elus Cohens poznatu kao "Lekcije iz Lyona" koje su se održavale od 7. siječnja 1774. do 23. listopada 1776. godine. Godine 1780. u pismu princu od Hessena potvrdio je da mu je de Pasqually dodijelio stupanj Réau-Croix.
Sedamdesetih godina 18. stoljeća Willermoz dolazi u kontakt s barunom von Hundom i njemačkim Redom striktne opservancije, kojem pristupa 1773. godine pod viteškim imenom Eques ab Eremo te postaje kancelar kapitula u Lyonu. Godine 1774. osnovao je Ložu "La Bienfaisance" u Lyonu po sustavu striktne opservancije, te preuzeo dužnost kancelara nove Pokrajine Auvergne. Pod njegovim vodstvom 1778. godine održan je Konvent Galije u Lyonu, na kojem su priznati stupnjevi "zavjetovani" (Profès) i "veliki zavjetovani" (Grands Profès), te utemeljen "vitez dobročinitelj Svetog grada" (Chevalier bienfaisant de la Cité sainte, CBCS). Na tom je skupu Willermoz također predstavio Ispravljeni škotski obred, koji je objedinio templarsko slobodno zidarstvo i religijski obred Elus Cohensa.
Godine 1782. Willermoz je napisao kako postoje tri vrste alkemijskih slobodnih zidara: oni koji vjeruju da je svrha slobodnog zidarstva izrada Kamena mudraca, oni koji traže univerzalni lijek – Panaceju te oni koji traže nauk Velikog djela kako bi ponovno otkrili mudrost i praksu ranog kršćanstva (među kojima je bio i sam).
Zbog unutarnjih nesuglasica u Redu striktne opservancije, Willermoz je organizirao Konvent u Wilhelmsbadu u srpnju 1782., kojem su nazočila 33 delegata iz cijele Europe i gdje je osnovan Ispravljeni škotski obred. Na tom je konventu branio martinističke ideje putem delegata Josepha de Maistrea, koji je slavnim Memorandumom vojvodi od Brunswicka pokušao ojačati njihov utjecaj, ali bez uspjeha.
Vrlo rezerviran prema grofu Cagliostru, smatrao je nakon nekoliko razgovora da ovaj ne zastupa "pravovjerno" kršćanstvo. Stoga je članovima Reda vitezova dobročinitelja savjetovao da ne vjeruju ni njemu ni njegovoj pariškoj Loži "Trijumfirajuća mudrost" koju je osnovao 1785. godine kao prvu matičnu ložu Egipatskog obreda.
Pred Francuskom revolucijom sklonio se u Ain, u kuću svoga brata Pierre-Jacquesa, gdje je sa sobom ponio bogatu slobodnozidarsku arhivu. Kasnije, 1. lipnja 1800., Prvi konzul imenovao ga je generalom departmana Rhône, što je dužnost koju je obnašao punih 15 godina. Ponovno je aktivirao svoje masonske aktivnosti oživljavanjem CBCS-a 1804. godine, čemu je ostao predan do svoje smrti u Lyonu, 1824., u 93. godini života.